# Pelorus Jack

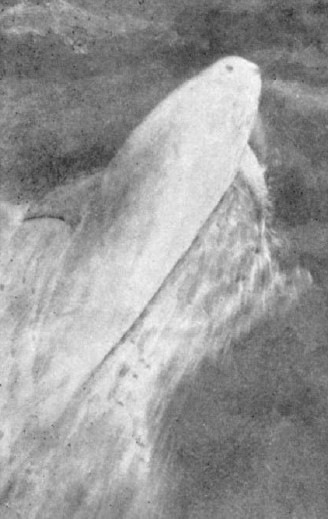
Pelorus Jack.

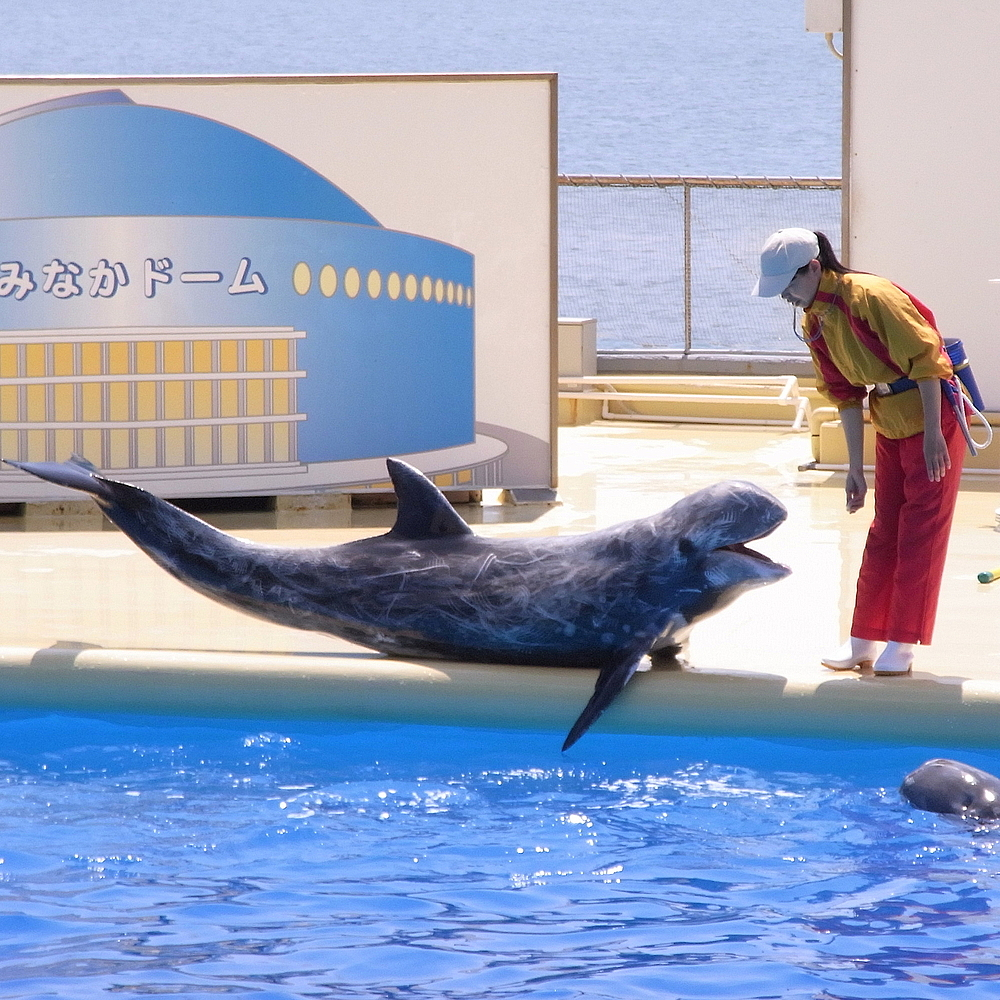
Een gramper in een Japans dolfinarium.

Pelorus Jack (ook: Pelorus Jill) (fl. 1888 – 1912) was een dolfijn aan het einde van de 19e eeuw, die rond Nieuw-Zeeland schepen door gevaarlijke wateren leidde. Pelorus Jack was een gramper. Hij kreeg zijn naam, omdat hij schepen tussen Wellington en Nelson loodste; de dolfijn wachtte zijn "klanten" op aan de ingang van Pelorus Sound, in de Marlborough Sounds. Het ware geslacht van de dolfijn bleef echter altijd onbekend. Vandaar dat men het dier ook wel Pelorus Jill noemde.

## Eerste verschijning
De eerste verhalen over Pelorus Jack dateren van 1888, toen hij de schoener Brindle escorteerde richting Nelson. Deze naderde de uiterst verraderlijke French Pass, toneel van vele schipbreuken. De French Pass is een smalle strook water tussen het vasteland en D'Urville Island, aan de noordelijke punt van Zuidereiland. De bemanning zag het beest voortdurend voor de boeg opduiken en wou hem doden. De vrouw van de kapitein praatte echter op hen in en wist de zeelieden van hun voornemen te doen afzien. Tot ieders verbazing aan boord leidde de dolfijn hun schip vervolgens door het smalle kanaal.

## Vaste gids
Na zijn eerste verschijning bouwde Pelorus Jack na verloop van tijd de naam op van betrouwbare loods, die vele levens spaarde. Hij loodste talloze schepen door de verraderlijke rotsen en sterke stromingen. Zijn reputatie was zo betrouwbaar dat schepen naar hem uitkeken als zij de beruchte French Pass naderden. Zagen zij hem niet, dan wachtten de zeelieden liever op hem dan hun schip te riskeren. Volgens verslagen van ooggetuigen genoot Pelorus Jack van de boeggolven die de schepen veroorzaakten. Ook raakte hij af en toe de schepen aan met zijn lijf.
De dolfijn had een vaste stek waar hij niet van afweek. Schepen richting Nelson wachtte hij op bij de ingang van Pelorus Sound. Vervolgens zwom hij naar de French Pass, maar niet er in. Vertrekkende schepen uit Nelson zagen de dolfijn opduiken zodra ze uit de French Pass kwamen. Vervolgens escorteerde Pelorus Jack hen over een afstand van acht kilometer naar de Pelorus Sound en ging daarna zijn eigen weg. Dit nam zo'n 20 minuten in beslag en volgens ooggetuigen toonde het dier, als het de keus had, een voorkeur voor de snellere schepen. George Webber bracht als jongeman twee keer per week postzakken naar de schepen. Tijdens een van die overtochten moest hij de aanhankelijke dolfijn wegjagen, toen die iets te veel belangstelling voor zijn kleine bootje toonde. Webber dreigde te kapseizen toen Pelorus Jack met zijn lijf tegen zijn bootje wreef.
Zijn vertrouwen in de mensheid werd echter danig op de proef gesteld in 1900. Een zatlap aan boord van de Penguin nam zonder enige aanleiding het geweer ter hand en schoot op de dolfijn. Toen de gealarmeerde bemanning toesnelde, zagen zij tot hun ontsteltenis dat de zwaargewonde Pelorus Jack ervandoor ging. De zeelieden werden hierop woedend: men kon hen er maar ternauwernood van weerhouden de dronkaard ter plekke op te knopen. Nu moesten ze zonder hulp zelf hun weg zien te vinden; in de weken erna zocht ieder passerend schip vergeefs naar de bekende dolfijn.
Maar hun gids herstelde van zijn verwondingen en pakte de draad weer op. Opnieuw begeleidde hij talloze schepen door de verraderlijke wateren - op een na! De dolfijn herinnerde zich zeer goed vanaf welk schip de aanval plaatsvond en dook weg zodra hij de Penguin aan de horizon ontwaarde. Nooit zou Pelorus Jack zijn kwelgeest nog de helpende hand toesteken. De ironie van het lot wilde dat op 12 februari 1909 de Penguin schipbreuk leed in de French Pass. Hierbij verdronken 72 passagiers en bemanningsleden.

## Bescherming en bekendheid

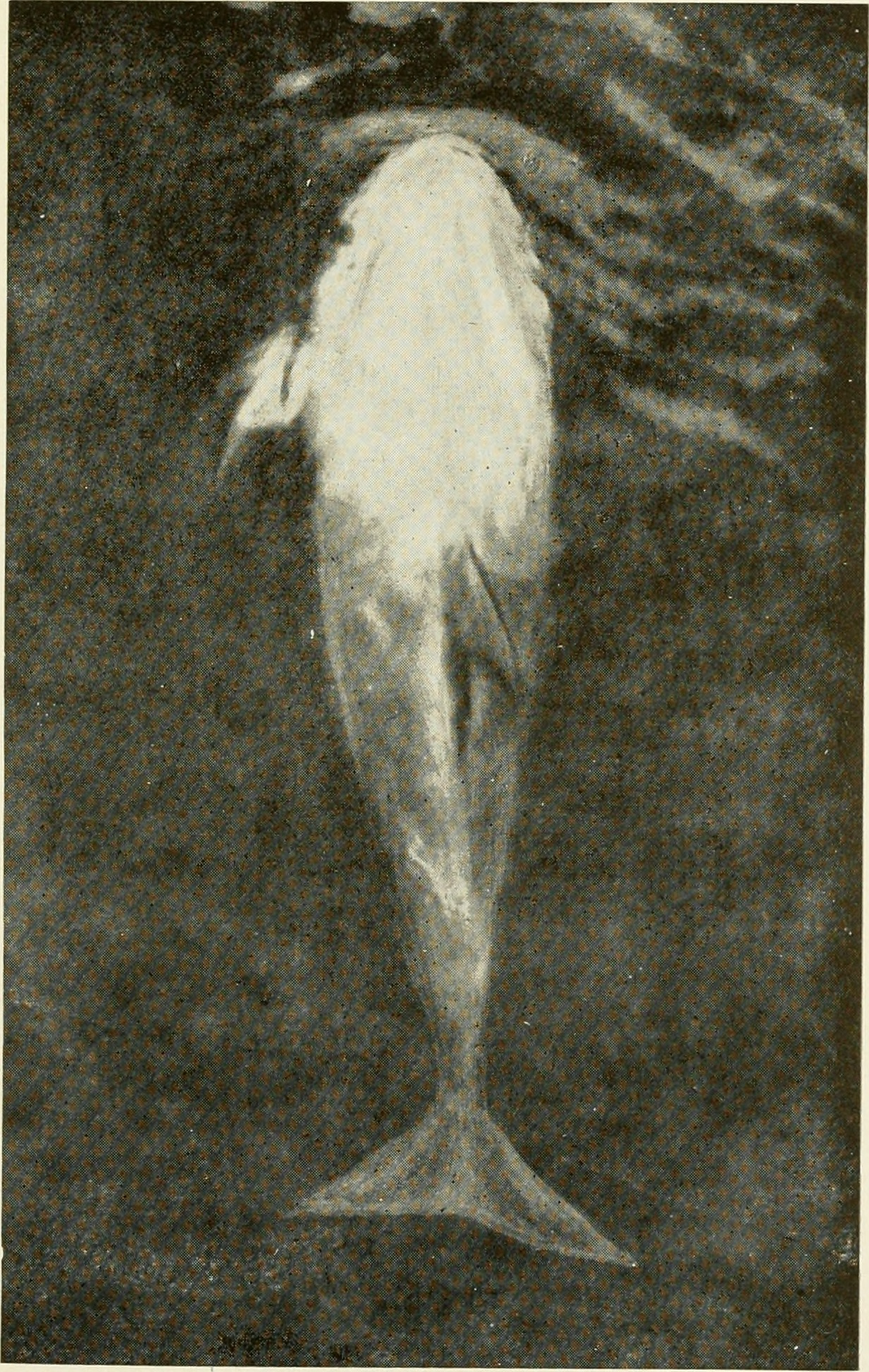
Pelorus Jack of Pelorus Jill? Het geslacht van het dier bleef een geheim.

Het grote publiek eiste dat Pelorus Jack wettelijke bescherming kreeg. En zo geschiedde. Op 26 september 1904 verkreeg hij een beschermde status en was het eenieder streng verboden op het dier te jagen. Deze maatregel werd twee keer verlengd. Naar alle waarschijnlijkheid is Pelorus Jack het eerste individuele zeedier dat door een wettelijke maatregel bescherming genoot. Er verschenen prentbriefkaarten met zijn beeltenis. Velen boekten een bootreis alleen maar om de beroemde dolfijn in levenden lijve te kunnen zien. Hij werd bezongen in meerdere liedjes, en er werd een chocoladereep naar hem vernoemd. Een van de vele passagiers, Mary Ann Lynds Bigelow, tekende in 1910 haar ontmoeting op in haar dagboek: 
We gingen naar de boeg van de Patuna. Na een half uur zagen we hem in snelle vaart door de golven op ons afkomen. Hij bleef vijf minuten bij ons. Het leek wel of hij zijn best deed om zichzelf goed aan ons te laten zien. Het is een merkwaardig dier met een lengte van 12 à 14 voet (3,60 m à 4,20 m), een witte kleur met grijze lijnen of schaduwen en een rond hoofd. Hij komt naar de schepen toe die van en naar Pelorus Sound varen...

## Verdwijnen
Eind 1912 verdween Pelorus Jack voorgoed. De oorzaak blijft in nevelen gehuld. Velen hielden Noorse walvisvaarders voor zijn verdwijning verantwoordelijk. Die wierpen eind april 1912 het anker uit bij de ingang van Pelorus Sound. Er is echter geen enkel bewijs dat zij hem hebben gedood. Bovendien is dit in tegenspraak met later gedane waarnemingen. Een andere verklaring maakte gewag van een man die op zijn sterfbed bekende dat hij zijn vader had geholpen om een gestrande dolfijn te doden. Pas later realiseerden zij zich dat het Pelorus Jack moest zijn geweest. Hoewel ze in de gegeven situatie geen keus hadden, bleef de herinnering aan de stervende dolfijn hem de rest van zijn leven achtervolgen.
Charlie Moeller, die belast was met het onderhoud van de bakens in de French Pass, meldde dat Pelorus Jack dood aanspoelde op het strand en het karkas aldaar verging. Dit is nog de meest plausibele verklaring. De dolfijn bereikte de respectabele leeftijd van minstens 24 jaar, ongeveer de maximumleeftijd in de vrije natuur voor deze soort. Waarschijnlijk verloor het nog jonge dier rond 1888 zijn moeder voordat het gespeend werd. De laatste melding van Pelorus Jack dateert van november/december 1912.